# Fowtbolayin Akowmb Ararat-Armenia 2019-2020
Questa voce raccoglie le informazioni riguardanti l'Ararat-Armenia nelle competizioni ufficiali della stagione 2019-2020.

## Maglie e sponsor
Lo sponsor tecnico per la stagione 2019-2020 è Joma mentre lo sponsor ufficiale è Tashir.
| Prima divisa | Seconda divisa |

## Rosa
| N. |                               | Ruolo | Calciatore            |
| -- | ----------------------------- | ----- | --------------------- |
| 1  | Armenia (bandiera)            | P     | Suren Aloyan          |
| 3  | Portogallo (bandiera)         | D     | Ângelo Meneses        |
| 4  | Armenia (bandiera)            | D     | Albert Khachumyan     |
| 6  | Bulgaria (bandiera)           | D     | Georgi Pašov          |
| 7  | Armenia (bandiera)            | C     | Armen Nahapetyan      |
| 8  | Armenia (bandiera)            | C     | Gor Malak'yan         |
| 9  | Francia (bandiera)            | A     | Yoan Gouffran         |
| 10 | Armenia (bandiera)            | C     | Armen Ambartsumyan    |
| 11 | Armenia (bandiera)            | C     | Hovhannes Harutyunyan |
| 15 | Russia (bandiera)             | D     | Dmitrij Guz'          |
| 17 | Burkina Faso (bandiera)       | A     | Zakaria Sanogo        |
| 18 | Russia (bandiera)             | A     | Artëm Avanesjan       |
| 19 | Armenia (bandiera)            | A     | Narek Alaverdyan      |
| 20 | Marocco (bandiera)            | D     | Rochdi Achenteh       |
| 21 | Macedonia del Nord (bandiera) | D     | Aleksandar Damčevski  |

| N. |                           | Ruolo | Calciatore            |
| -- | ------------------------- | ----- | --------------------- |
| 22 | Armenia (bandiera)        | D     | Artur Danielyan       |
| 24 | Nigeria (bandiera)        | A     | Yusuf Otubanjo        |
| 25 | Armenia (bandiera)        | C     | Davit Nalbandyan      |
| 27 | Paesi Bassi (bandiera)    | A     | Furdjel Narsingh      |
| 32 | Russia (bandiera)         | A     | Anton Kobjalko        |
| 33 | Russia (bandiera)         | P     | Dmitrij Abakumov      |
| 44 | Serbia (bandiera)         | P     | Stefan Čupić          |
| 63 | Costa d'Avorio (bandiera) | C     | Kódjo Kassé Alphonse  |
| 67 | Estonia (bandiera)        | C     | Ilja Antonov          |
| 77 | Armenia (bandiera)        | C     | Petros Avetisyan      |
| 79 | Ucraina (bandiera)        | C     | Serhij Vakulenko      |
| 93 | Haiti (bandiera)          | D     | Alex Christian        |
| 94 | Capo Verde (bandiera)     | C     | Mailson Lima          |
| 99 | Nigeria (bandiera)        | A     | Ogana Louis           |
|    | Costa d'Avorio (bandiera) | A     | Jean-Jacques Bougouhi |

## Calciomercato

### Sessione estiva
| Acquisti | Acquisti              | Acquisti           | Acquisti      |
| R.       | Nome                  | da                 | Modalità      |
| -------- | --------------------- | ------------------ | ------------- |
| P        | Suren Aloyan          | Ararat             | definitivo    |
| D        | Ângelo Meneses        | Famalicão          | definitivo    |
| D        | Rochdi Achenteh       | Eindhoven          | svincolato    |
| D        | Vazgen Saribekyan     | Lokomotiv Erevan   | definitivo    |
| C        | Ilja Antonov          | Hermannstadt       | svincolato    |
| C        | Hovhannes Harutyunyan | Zemplín Michalovce | definitivo    |
| A        | Ivajlo Dimitrov       | Jetisu             | fine prestito |
| A        | Furdjel Narsingh      | De Graafschap      | svincolato    |
| A        | Zakaria Sanogo        | Rahimo             | definitivo    |

| Cessioni         | Cessioni           | Cessioni         | Cessioni      |
| R.               | Nome               | da               | Modalità      |
| ---------------- | ------------------ | ---------------- | ------------- |
| D                | Vladimir Chozin    | Ural             | fine prestito |
| D                | Sergi González     |                  | svincolato    |
| C                | David Davidjan     | Ararat           | svincolato    |
| C                | Giovanny Martínez  |                  | svincolato    |
| C                | Aleksej Pustozërov |                  | svincolato    |
| C                | Žirayr Šaġoyan     | BKMA Erevan      | prestito      |
| A                | Ivajlo Dimitrov    | Arda Kărdžali    | definitivo    |
| Altre operazioni |                    |                  |               |
| R.               | Nome               | a                | Modalità      |
| D                | Arman Khachatryan  | Van Charentsavan | prestito      |
| C                | Mamikon Dermenyan  | BKMA Erevan      | svincolato    |

### Sessione invernale
| Acquisti | Acquisti         | Acquisti | Acquisti   |
| R.       | Nome             | da       | Modalità   |
| -------- | ---------------- | -------- | ---------- |
| C        | Serhij Vakulenko | Karpaty  | definitivo |
| A        | Yoan Gouffran    |          | svincolato |
| A        | Yusuf Otubanjo   | LASK     | definitivo |

| Cessioni | Cessioni         | Cessioni | Cessioni   |
| R.       | Nome             | da       | Modalità   |
| -------- | ---------------- | -------- | ---------- |
| D        | Georgi Pašov     | Jetisu   | svincolato |
| C        | Petros Avetisyan | Tobyl    | definitivo |

## Risultati

### Bardsragujn chumb

#### Girone d'andata
| Arbitro: | Safaryan (Martuni) |

|                       |           |            |
| Tankov 37’ Glišić 89’ | Marcatori | 29’ Sanogo |

| Arbitro: | Nalbandyan (Erevan) |

|                                         |           |              |
| Avetisyan 72’ (rig.) Louis 84’ Lima 89’ | Marcatori | 30’ Minasyan |

| Arbitro: | Hovhannisyan (Erevan) |

|              |           |                           |
| Majrovič 82’ | Marcatori | 48’ Ambartsumyan 74’ Lima |

| Arbitro: | Safaryan (Martuni) |

|             |           |                   |
| Isaev 90+3’ | Marcatori | 9’ Guz' 29’ Louis |

| Erevan 6 novembre 2019, ore 16:00 UTC+4 5ª giornata | Ararat-Armenia   | 0 – 0 referto | Lori | Stadio dell'Accademia calcistica di Erevan (300 spett.)\| Arbitro: \| Eghoyan (Erevan) \| |
| Arbitro:                                            | Eghoyan (Erevan) |               |      |                                                                                           |

| Arbitro: | Baliyan (Erevan) |

|            |           |           |
| Budnik 34’ | Marcatori | 85’ Louis |

| Arbitro: | Hovhannisyan (Erevan) |

|          |           |  |
| Lima 66’ | Marcatori |  |

| Arbitro: | Baliyan (Erevan) |

|          |           |  |
| Kone 29’ | Marcatori |  |

| Arbitro: | Nalbandyan (Erevan) |

|                                     |           |            |
| Lima 19’ Kobjalko 58’ Avetisyan 70’ | Marcatori | 6’ Özbiliz |

#### Girone di ritorno
| Arbitro: | Baliyan (Erevan) |

|                        |           |  |
| Avetisyan 32’ Lima 88’ | Marcatori |  |

| Arbitro: | Hovhannisyan (Erevan) |

|                             |           |          |
| Harutyunyan 9’ Minasyan 89’ | Marcatori | 57’ Guz' |

| Arbitro: | Ghaltakchyan (Ijevan) |

|                                      |           |              |
| Guz' 45’ Narsingh 78’ Kobjalko 90+3’ | Marcatori | 80’ Majrovič |

| Arbitro: | Kerobyan (Erevan) |

|                                                                                  |           |                           |
| Kódjo 12’ Ambartsumyan 25’ Kobjalko 26’, 56’ Narsingh 50’ Sanogo 85’ Meneses 90’ | Marcatori | 29’ Isaev 60’ Portugalyan |

| Arbitro: | Hovhannisyan (Erevan) |

|                             |           |  |
| Zaerko 11’ Luiz Matheus 68’ | Marcatori |  |

| Erevan 1º dicembre 2019, ore 15:00 UTC+4 15ª giornata | Ararat-Armenia   | 0 – 0 referto | Urartu | Stadio dell'Accademia calcistica di Erevan (200 spett.)\| Arbitro: \| Baliyan (Erevan) \| |
| Arbitro:                                              | Baliyan (Erevan) |               |        |                                                                                           |

| Arbitro: | Vadatchkoria |

|  |           |                                   |
|  | Marcatori | 7’, 17’ Otubanjo 35’ Ambartsumyan |

| Arbitro: | Ghaltakchyan (Ijevan) |

|              |           |  |
| Narsingh 71’ | Marcatori |  |

| Arbitro: | Safaryan (Martuni) |

|  |           |                                                    |
|  | Marcatori | 21’ (rig.) Otubanjo 23’ Sanogo 30’ (aut.) Sugrobov |

#### Poule scudetto
| Arbitro: | Nalbandyan (Erevan) |

|               |           |              |
| Vakulenko 37’ | Marcatori | 8’ Mkrtchyan |

| Erevan 3 giugno 2020, ore 18:30 UTC+4 20ª giornata | Ararat-Armenia      | 0 – 0 referto | Lori | Stadio dell'Accademia calcistica di Erevan (0 spett.)\| Arbitro: \| Nalbandyan (Erevan) \| |
| Arbitro:                                           | Nalbandyan (Erevan) |               |      |                                                                                            |

| Arbitro: | Hovhannisyan (Erevan) |

|            |           |                              |
| Glišić 59’ | Marcatori | 11’ Otubanjo 65’ (rig.) Lima |

| Arbitro: | Safaryan (Martuni) |

|                                                          |           |                                 |
| Vakulenko 22’ Lima 45’, 90+4’ (rig.) Otubanjo 51’ (rig.) | Marcatori | 11’ Dedečko 56’ (aut.) Gouffran |

| Arbitro: | Ghaltakchyan (Ijevan) |

|              |           |               |
| Kovalenko 7’ | Marcatori | 18’ Vakulenko |

| Arbitro: | Nalbandyan (Erevan) |

|          |           |  |
| Kone 35’ | Marcatori |  |

| Arbitro: | Hovhannisyan (Erevan) |

|                                  |           |                   |
| Désiré 72’ (rig.) Manasyan 90+5’ | Marcatori | 14’ (aut.) Alexis |

| Erevan 2 luglio 2020, ore 20:00 UTC+4 26ª giornata | Ararat-Armenia      | 0 – 0 referto | Alaškert | Stadio dell'Accademia calcistica di Erevan (0 spett.)\| Arbitro: \| Nalbandyan (Erevan) \| |
| Arbitro:                                           | Nalbandyan (Erevan) |               |          |                                                                                            |

| Arbitro: | Ghaltakchyan (Ijevan) |

|  |           |              |
|  | Marcatori | 88’ Otubanjo |

| Arbitro: | Nalbandyan (Erevan) |

|                           |           |  |
| Narsingh 16’ Otubanjo 45’ | Marcatori |  |

### Coppa d'Armenia
| Arbitro: | Sahakyan (Erevan) |

|  |           |                                                               |
|  | Marcatori | 9’ Louis 38’, 89’ Avanesjan 74’ Harutyunyan 84’ (aut.) Volkov |

| Arbitro: | Sahakyan (Erevan) |

|                            |           |                                                                                                |
| Loretsyan 62’ Sahakyan 73’ | Marcatori | 2’, 41’, 56’, 60’ Louis 9’ Damčevski 17’, 23’ Avetisyan 35’, 81’, 90+1’ Avanesjan 86’ Kobjalko |

| Arbitro: | Nalbandyan (Erevan) |

|           |           |  |
| Louis 54’ | Marcatori |  |

| Arbitro: | Hovhannisyan (Erevan) |

|  |           |                          |
|  | Marcatori | 29’ Meneses 90’ Gouffran |

| Arbitro: | Hovhannisyan (Erevan) |

|                                                                                   |                      |                                                                                |
| Majrovič 39’, 60’ Azarov 56’ (rig.), 114’ (rig.) Spătaru 67’                      | Marcatori            | 8’, 40’ Louis 23’ (aut.) Tataev 29’, 115’ Otubanjo                             |
| Bor Azarov Avetisyan Gareginyan Dmitrjev Kovalenko Grigoryan Krjučkov Krusnauskas | Tiri di rigore 7 – 6 | Nahapetyan Kobjalko Meneses Malak'yan Otubanjo Sanogo Christian Guz' Danielyan |

### Champions League
| Arbitro: | Strukan |

|                          |           |           |
| Avetisyan 3’ (rig.), 45’ | Marcatori | 39’ Obasi |

| Arbitro: | Hennessy |

|                                    |           |              |
| Goitom 46’, 52’ Larsson 62’ (rig.) | Marcatori | 77’ Kobjalko |

### Europa League

#### Secondo turno preliminare
| Arbitro: | Farrugia Cann |

|                          |           |  |
| Kobjalko 33’ Kódjo 45+2’ | Marcatori |  |

| Arbitro: | Boucaut |

|               |           |                  |
| Hernandez 74’ | Marcatori | 45+1’, 58’ Louis |

#### Terzo turno preliminare
| Arbitro: | Bieri |

|              |           |                            |
| Kobjalko 31’ | Marcatori | 72’ Altunashvili 76’ Kenia |

| Arbitro: | Balakin |

|  |           |                                   |
|  | Marcatori | 10’ Kobjalko 67’ (rig.) Avetisyan |

#### Spareggio
| Arbitro: | Lechner |

|                        |           |            |
| Lima 22’ Antonov 90+3’ | Marcatori | 68’ Sinani |

| Arbitro: | Stavrev |

|                                             |                      |                                          |
| Sinani 48’ (rig.), 71’                      | Marcatori            | 24’ Lima                                 |
| Lavie Morren Bougrine Natami Sinani Schnell | Tiri di rigore 5 – 4 | Avetisyan Kódjo Lima Meneses Louis Pašov |

### Supercoppa d'Armenia
| Arbitro: | Eghoyan (Erevan) |

|                                          |           |                             |
| Nahapetyan 27’ Danielyan 90+3’ Lima 110’ | Marcatori | 24’ Marmentini 65’ Manasyan |

## Statistiche

### Statistiche di squadra
| Competizione         | Punti | In casa | In casa | In casa | In casa | In casa | In casa | In trasferta | In trasferta | In trasferta | In trasferta | In trasferta | In trasferta | Totale | Totale | Totale | Totale | Totale | Totale | DR  |
| Competizione         | Punti | G       | V       | N       | P       | Gf      | Gs      | G            | V            | N            | P            | Gf           | Gs           | G      | V      | N      | P      | Gf     | Gs     | DR  |
| -------------------- | ----- | ------- | ------- | ------- | ------- | ------- | ------- | ------------ | ------------ | ------------ | ------------ | ------------ | ------------ | ------ | ------ | ------ | ------ | ------ | ------ | --- |
| Bardsragujn chumb    | 52    | 14      | 9       | 5       | 0       | 27      | 8       | 14           | 6            | 2            | 6            | 18           | 15           | 28     | 15     | 7      | 6      | 45     | 23     | +22 |
| Coppa d'Armenia      | -     | 1       | 1       | 0       | 0       | 1       | 0       | 4            | 3            | 1            | 0            | 23           | 7            | 5      | 4      | 1      | 0      | 24     | 7      | +17 |
| Champions League     | -     | 1       | 1       | 0       | 0       | 2       | 1       | 1            | 0            | 0            | 1            | 1            | 3            | 2      | 1      | 0      | 1      | 3      | 4      | -1  |
| Europa League        | -     | 3       | 2       | 0       | 1       | 5       | 3       | 3            | 2            | 0            | 1            | 5            | 3            | 6      | 4      | 0      | 2      | 10     | 6      | +4  |
| Supercoppa d'Armenia | -     | 0       | 0       | 0       | 0       | 0       | 0       | 1            | 1            | 0            | 0            | 3            | 2            | 1      | 1      | 0      | 0      | 3      | 2      | +1  |
| Totale               | 52    | 19      | 13      | 5       | 1       | 35      | 12      | 23           | 12           | 3            | 8            | 50           | 30           | 42     | 25     | 8      | 9      | 85     | 42     | +43 |

### Andamento in campionato
| Giornata  | 1 | 2 | 3 | 4 | 5 | 6 | 7 | 8 | 9 | 10 | 11 | 12 | 13 | 14 | 15 | 16 | 17 | 18 | 19 | 20 | 21 | 22 | 23 | 24 | 25 | 26 | 27 | 28 |
| --------- | - | - | - | - | - | - | - | - | - | -- | -- | -- | -- | -- | -- | -- | -- | -- | -- | -- | -- | -- | -- | -- | -- | -- | -- | -- |
| Luogo     | T | C | T | T | C | T | C | T | C | C  | T  | C  | C  | T  | C  | T  | C  | T  | C  | C  | T  | C  | T  | T  | T  | C  | T  | C  |
| Risultato | P | V | V | V | N | N | V | P | V | V  | P  | V  | V  | P  | N  | V  | V  | V  | N  | N  | V  | V  | N  | P  | P  | N  | V  | V  |
| Posizione | 3 | 4 | 2 | 3 | 3 | 3 | 3 | 4 | 4 | 2  | 3  | 3  | 1  | 2  | 2  | 1  | 1  | 1  | 1  | 1  | 1  | 1  | 1  | 1  | 2  | 2  | 1  | 1  |

Legenda:

Luogo: C = Casa; T = Trasferta. Risultato: V = Vittoria; N = Pareggio; P = Sconfitta.

### Statistiche dei giocatori
Sono in corsivo i calciatori che hanno lasciato la società a stagione in corso.
| Giocatore       | Bardsragujn chumb | Bardsragujn chumb | Bardsragujn chumb | Bardsragujn chumb | Coppa d'Armenia + Supercoppa d'Armenia | Coppa d'Armenia + Supercoppa d'Armenia | Coppa d'Armenia + Supercoppa d'Armenia | Coppa d'Armenia + Supercoppa d'Armenia | UEFA Champions League | UEFA Champions League | UEFA Champions League | UEFA Champions League | UEFA Europa League | UEFA Europa League | UEFA Europa League | UEFA Europa League | Totale   | Totale | Totale      | Totale     |
| Giocatore       | Presenze          | Reti              | Ammonizioni       | Espulsioni        | Presenze                               | Reti                                   | Ammonizioni                            | Espulsioni                             | Presenze              | Reti                  | Ammonizioni           | Espulsioni            | Presenze           | Reti               | Ammonizioni        | Espulsioni         | Presenze | Reti   | Ammonizioni | Espulsioni |
| --------------- | ----------------- | ----------------- | ----------------- | ----------------- | -------------------------------------- | -------------------------------------- | -------------------------------------- | -------------------------------------- | --------------------- | --------------------- | --------------------- | --------------------- | ------------------ | ------------------ | ------------------ | ------------------ | -------- | ------ | ----------- | ---------- |
| D. Abakumov     | 22                | -17               | 2                 | 0                 | 2+0                                    | 0                                      | 1+0                                    | 0                                      | 2                     | -4                    | 0                     | 0                     | 3                  | -3                 | 0                  | 0                  | 29       | -24    | 3           | 0          |
| R. Achenteh     | 14                | 0                 | 2                 | 0                 | 3+0                                    | 0                                      | 1+0                                    | 0                                      | 2                     | 0                     | 0                     | 0                     | 6                  | 0                  | 1                  | 0                  | 25       | 0      | 4           | 0          |
| N. Alaverdyan   | 0                 | 0                 | 0                 | 0                 | 0                                      | 0                                      | 0                                      | 0                                      | 0                     | 0                     | 0                     | 0                     | 0                  | 0                  | 0                  | 0                  | 0        | 0      | 0           | 0          |
| S. Aloyan       | 0                 | 0                 | 0                 | 0                 | 0                                      | 0                                      | 0                                      | 0                                      | 0                     | 0                     | 0                     | 0                     | 0                  | 0                  | 0                  | 0                  | 0        | 0      | 0           | 0          |
| K. K. Alphonse  | 22                | 1                 | 7                 | 1                 | 2+1                                    | 0                                      | 0                                      | 1+0                                    | 2                     | 0                     | 0                     | 0                     | 6                  | 1                  | 2                  | 0                  | 33       | 2      | 9           | 2          |
| A. Ambartsumyan | 16                | 3                 | 4                 | 0                 | 4+1                                    | 0                                      | 1+0                                    | 0                                      | 2                     | 0                     | 0                     | 0                     | 4                  | 0                  | 2                  | 0                  | 27       | 3      | 7           | 0          |
| I. Antonov      | 18                | 0                 | 3                 | 1                 | 3+1                                    | 0                                      | 0                                      | 0                                      | 2                     | 0                     | 1                     | 0                     | 5                  | 1                  | 1                  | 0                  | 29       | 1      | 5           | 1          |
| A. Avanesjan    | 5                 | 0                 | 0                 | 0                 | 2+0                                    | 5+0                                    | 0                                      | 0                                      | 0                     | 0                     | 0                     | 0                     | 0                  | 0                  | 0                  | 0                  | 7        | 5      | 0           | 0          |
| P. Avetisyan    | 13                | 3                 | 2                 | 0                 | 1+1                                    | 2+0                                    | 0                                      | 0                                      | 2                     | 2                     | 0                     | 0                     | 6                  | 1                  | 2                  | 0                  | 23       | 8      | 4           | 0          |
| A. Christian    | 19                | 0                 | 2                 | 0                 | 4+1                                    | 1+0                                    | 0                                      | 0                                      | 1                     | 0                     | 0                     | 0                     | 1                  | 0                  | 0                  | 0                  | 26       | 1      | 2           | 0          |
| S. Čupić        | 6                 | -5                | 0                 | 0                 | 3+1                                    | -7+-2                                  | 2+0                                    | 0                                      | 0                     | 0                     | 0                     | 0                     | 3                  | -3                 | 0                  | 0                  | 13       | -17    | 2           | 0          |
| A. Damčevski    | 10                | 0                 | 2                 | 1                 | 3+0                                    | 1+0                                    | 0                                      | 0                                      | 0                     | 0                     | 0                     | 0                     | 2                  | 0                  | 1                  | 0                  | 15       | 1      | 3           | 1          |
| A. Danielyan    | 18                | 0                 | 4                 | 0                 | 3+1                                    | 0+1                                    | 0                                      | 0                                      | 0                     | 0                     | 0                     | 0                     | 1                  | 0                  | 0                  | 0                  | 23       | 1      | 4           | 0          |
| Y. Gouffran     | 13                | 0                 | 3                 | 0                 | 2+0                                    | 1+0                                    | 0                                      | 0                                      | 0                     | 0                     | 0                     | 0                     | 0                  | 0                  | 0                  | 0                  | 15       | 1      | 3           | 0          |
| D. Guz'         | 21                | 3                 | 3                 | 1                 | 2+1                                    | 0                                      | 0                                      | 0                                      | 2                     | 0                     | 0                     | 0                     | 5                  | 0                  | 4                  | 0                  | 31       | 3      | 7           | 1          |
| H. Harutyunyan  | 9                 | 0                 | 1                 | 0                 | 4+1                                    | 1+0                                    | 1+0                                    | 0                                      | 0                     | 0                     | 0                     | 0                     | 0                  | 0                  | 0                  | 0                  | 14       | 1      | 2           | 0          |
| A. Khachumyan   | 10                | 0                 | 3                 | 0                 | 3+0                                    | 0                                      | 1+0                                    | 0                                      | 0                     | 0                     | 0                     | 0                     | 0                  | 0                  | 0                  | 0                  | 13       | 0      | 4           | 0          |
| A. Kobjalko     | 22                | 4                 | 2                 | 0                 | 4+1                                    | 1+0                                    | 1+0                                    | 0                                      | 2                     | 1                     | 0                     | 0                     | 5                  | 3                  | 1                  | 0                  | 34       | 9      | 4           | 0          |
| M. Lima         | 26                | 8                 | 4                 | 0                 | 4+1                                    | 0+1                                    | 1+0                                    | 0                                      | 1                     | 0                     | 0                     | 0                     | 5                  | 2                  | 1                  | 0                  | 37       | 11     | 6           | 0          |
| O. Louis        | 20                | 3                 | 0                 | 0                 | 4+1                                    | 8+0                                    | 1+0                                    | 0                                      | 1                     | 0                     | 0                     | 0                     | 5                  | 2                  | 0                  | 0                  | 31       | 13     | 1           | 0          |
| G. Malak'yan    | 19                | 0                 | 7                 | 0                 | 2+0                                    | 0                                      | 0                                      | 0                                      | 1                     | 0                     | 1                     | 0                     | 6                  | 0                  | 1                  | 0                  | 28       | 0      | 9           | 0          |
| Â. Meneses      | 24                | 1                 | 4                 | 0                 | 3+1                                    | 1+0                                    | 0                                      | 0                                      | 2                     | 0                     | 0                     | 0                     | 6                  | 0                  | 1                  | 0                  | 36       | 2      | 5           | 0          |
| A. Nahapetyan   | 8                 | 0                 | 0                 | 0                 | 3+1                                    | 0+1                                    | 0                                      | 0                                      | 0                     | 0                     | 0                     | 0                     | 0                  | 0                  | 0                  | 0                  | 12       | 1      | 0           | 0          |
| D. Nalbandyan   | 0                 | 0                 | 0                 | 0                 | 0                                      | 0                                      | 0                                      | 0                                      | 0                     | 0                     | 0                     | 0                     | 0                  | 0                  | 0                  | 0                  | 0        | 0      | 0           | 0          |
| F. Narsingh     | 20                | 4                 | 0                 | 0                 | 3+0                                    | 0                                      | 0                                      | 0                                      | 2                     | 0                     | 0                     | 0                     | 6                  | 0                  | 0                  | 0                  | 31       | 4      | 0           | 0          |
| Y. Otubanjo     | 13                | 7                 | 1                 | 0                 | 3+0                                    | 2+0                                    | 0                                      | 0                                      | 0                     | 0                     | 0                     | 0                     | 0                  | 0                  | 0                  | 0                  | 16       | 9      | 1           | 0          |
| G. Pašov        | 7                 | 0                 | 3                 | 0                 | 1+0                                    | 0                                      | 0                                      | 0                                      | 2                     | 0                     | 0                     | 0                     | 6                  | 0                  | 2                  | 0                  | 16       | 0      | 5           | 0          |
| Z. Sanogo       | 24                | 3                 | 3                 | 0                 | 5+1                                    | 0                                      | 0+1                                    | 0                                      | 2                     | 0                     | 0                     | 0                     | 4                  | 0                  | 1                  | 0                  | 36       | 3      | 5           | 0          |
| S. Vakulenko    | 10                | 3                 | 1                 | 0                 | 2+0                                    | 0                                      | 0                                      | 0                                      | 0                     | 0                     | 0                     | 0                     | 0                  | 0                  | 0                  | 0                  | 12       | 3      | 1           | 0          |